# Frédéric Le Play
Pierre Guillaume Frédéric Le Play, més conegut com a Frédéric Le Play, (La Rivière-Saint-Sauveur, 11 d'abril de 1806 – París, 5 d'abril de 1882) fou un enginyer, economista i un dels impulsors de la ciència social o sociologia.

## Biografia

### Etapa de 1806-1833. Formació i primeres accions professionals
Fill d'un modest funcionari de l'administració de la duana creixerà entre la gent marinera i en una família molt religiosa. D'adult qualificà la seva infància com afortunada per haver gaudit d'una família en el si d'una població marinera cristiana "sota les saludables influències de la religió, dels esdeveniments nacionals i de la pobresa".
Mort el seu pare, el 1824, marxà a París afillat pel seu oncle on anava a escola i rebia, també, una notable formació no formal a través de les reunions de persones de notable cultura i políticament conservadores que s'aplegaven al saló de casa del seu oncle. A la mort del seu tio, retornà l'any 1815 a casa de la seva mare. Estudià humanitats a Le Havre entre 1818 i 1822. Volent ingressar a l'Escola Politècnica de París, es preparà amb Dan de la Vauterie, enginyer de camins i amic de la família. Amb ell llegí a fons Ciceró i Michael de Montaigne, els ensenyaments dels quals foren una guia de per vida per a ell. El 1824, marxà a París per estudiar matemàtiques al Col·legi de Sant Lluís i l'octubre de 1925 ingressava a l'Escola Politècnica per seguir estudiant, tot seguit, a l'Escola de Mines. Es graduà el 1829 reconegut com el millor alumne de la història del centre.
Compaginant la tasca d'enginyer amb el seu interès permanent per a la situació social, aprofita una missió que havia de fer a l'estranger per proposar al seu condeixeble i amic el filòsof Jean Reynaud de viatjar, el 1829, pel nord d'Alemanya visitant les mines, les fàbriques i els boscos del Rin, Hannover, Brunswick, Sajonia, Prússia i Bèlgica. Però també per estudiar de ben a prop l'organització social i les institucions d'aquells indrets. Viatjaren a peu prop de set mil quilòmetres durant dos-cents dies. Tres eren els seus objectius: conèixer la indústria minera, relacionar-se amb els habitants i atendre els trets de caràcter local i els aspectes generals, cercar les autoritats socials i atendre la seva opinió sobre la seva societat. Tot això en el marc dels canvis polítics i el nou ordre social que provocava el sorgiment de la industrialització. A aquest viatge el seguirien d'altres. El 1833 va visitar Espanya; el 1835 i el 1846 Bèlgica; 1836 i 1842, Gran Bretanya; 1837 i 1844, Rússia; 1845, Dinamarca, Suècia i Noruega; 1844 i 1845, Alemanya; 1846, Àustria, Hongria i el nord d'Itàlia.
Les missions a aquests països li van fer advertir la diversitat d'institucions i d'organitzacions socials i mogut per la consciència social va anar aplegant material i elements per bastir una reforma social que conduís a garantir la pau i l'estabilitat social. Tot construint una ciència social.

### Etapa de 1833-1855. La recerca i perfeccionament del mètode i compromís social
L'enginyer Le Pay, en les seves visites professionals per Europa s'adonà que era indispensable estudiar les condicions de vida dels obrers ocupats en mines i fàbriques metal·lúrgiques, fet que l'adreça a la recerca social. L'estudi de la diversitat de condicions socials i de vida dels obrers europeus va conduir a Le Play a l'adopció de les regles de treball científic en la recerca social, que va pretendre convertir-les en anàlogues a les de les ciències naturals.
Aquest fou l'inici dels seus esforços per mirar de trobar una metodologia per als estudis socials que guiarà la resta de la vida de Le Pay. Entre 1830 i 1848, va simultaniejar les activitats desenvolupades a l'Escola de Mines com a catedràtic de Metal·lúrgia, director del laboratori i de la revista Annales des Mines amb els seus estudis socials. En les seves visites professionals a diferents països va anar contrastant el seu sistema d'anàlisis i va anar perfeccionant les seves tècniques de recerca en ciències socials. Són anys en què va participar en algunes de les comissions de treball creades pel Govern Provisional sorgit a França amb la Revolució de 1848. Com la que treballà per a la creació d'una escola de l'administració o la que estudià les condicions de vida dels treballadors.
Frédéric Le Play va poder comprovar directament les escasses possibilitats d'una aliança duradora entre les classes burgesa i obrera, fet que pel que abandonà ben aviat qualsevol il·lusió per reformar la societat per via revolucionària. La crisi de 1848 va marcar l'etapa final de les seves activitats professionals com a enginyer de mines i de conformació del pensament social per obrir una nova etapa de dedicació completa a l'estudi dels problemes i les reforma socials. Els quals en la seva opinió, s'havien convertit en una qüestió inajornable. Consternat per les condicions dels treballadors industrials i per a les revolucions recurrents que vivia França, el 1855 Ferederic Le Pay, després publicar aquell mateix any Les ouvriers européens, va dimitir com a professor de l'Escola de Mines. L'objectiu era ara dedicar-se exclusivament a l'elaboració d'una ciència social, que el pensador i enginyer francès considerava com l'únic camí possible de reforma social. Gradualment d'ençà de 1848 i la violència dels obrers parisencs, per temor de les propostes de l'esquerra política i d'una república obrera, va defensar la constitució d'una societat fonamentada en la moral cristiana, com a única garantia d'un ordre legítim. Crític inicialment amb el cop d'estat de 1851, col·laborarà en la política del Segon Imperi.

### Etapa de 1855-1870. Desenvolupar, perfeccionar i difondre la seva doctrina social

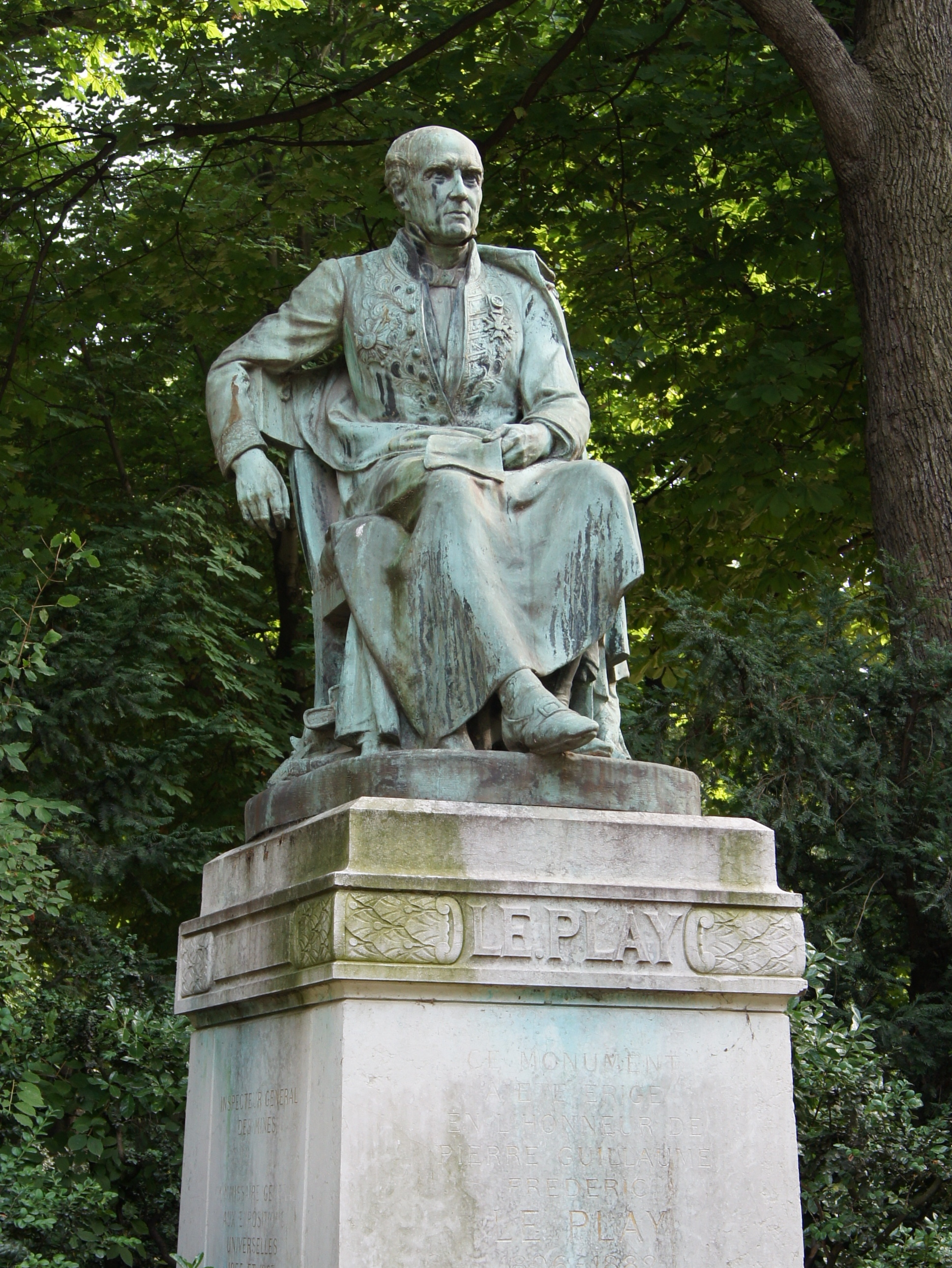
Monument a Frédéric Le Play, obra de André-Joseph Allarals, als jardins de Luxembourg de Paris.

Frédéric Le Play, aquell enginyer convertit en investigador i pensador social, aconsegueix plantejar i definir amb claredat la qüestió social. Aquesta qüestió que tant preocupava a les elits franceses. Le Play va implementar un nou enfocament d'investigació en transposar els mètodes aplicats a les ciències exactes en l'àmbit de les ciències socials i en sustentar la seva teoria sobre la seva pròpia experiència de camp. És, doncs, un dels primers d'impulsar un enfocament de recerca-acció al servei d'un projecte social destinat a conciliar tradició i modernitat, progrés econòmic i harmonia social. Amb aquest objectiu és necessari determinar els veritables principis de l'organització social. Durant els seus viatges, forja la seva teoria. No veu gaire diferent la situació dels obrers industrials europeus dels serfs de Rússia. Ja el 1840 advertia a les seves classes que cal tenir ben present el personal productiu en el bon funcionament d'una empresa.
Frédéric Le Play construeix una teoria social que serà tot una proposta de reforma social per a la societat del Segon Imperi. La seva teoria descansa sobre la idea mestra segons la qual el benestar d'una família obrera es recolza sobre dos elements essencials, el treball i la previsió. Pel que fa al primer és indispensable crear unes condicions dignes d'existència a través de rebre sous que ho garanteixin. El segon punt cal donar la seguretat pel futur regulant l'ús dels ingressos i garantint-ne el bon ús per generar previsió. Tota una proposta de reforma per a les coordenades polítiques, socials i econòmiques del Segon Imperi. Tot això ha d'assegurar l'estabilitat de la família com unitat bàsica que dona l'estabilitat a tota la societat. Ja que a través d'ella s'assegura la cura, protecció, subsistència i previsió dels infants, adults i vells. Amb ells cobreix tota la societat.
És per això que la família és un lloc privilegiat per a observar les conseqüències dels nous ordenaments institucionals que la industrialització estava provocant. Efectivament, és a partir de l'examen de les activitats laborals, del consum, dels hàbits morals i religiosos de les famílies, que es poden extreure conclusions sobre aspectes generals com ara el benestar general; les condicions que porten al respecte o abandó de les tradicions; el grau de satisfacció de les necessitats bàsiques, com ara l'habitatge, l'alimentació i el vestit; l'existència o no de provisions que donin seguretat. També els efectes negatius o positius que es deriven de tot això per a la pau social. L'objectiu de Le Play és descobrir, a través de l'observació i la comparació d'indicadors com les condicions de vida i de treball de les famílies treballadores en diferents regions europees, els elements institucionals que han d'acompanyar el desenvolupament industrial. Per assegurar que la industrialització no segueixi tenint conseqüències disruptives sobre l'ordre social, sinó que contribueixi a la prosperitat i l'estabilitat general. Existeix, doncs, un paral·lelisme entre tipus de famílies estables i integradores. Contràriament es dona una associació entre inestabilitat social o desarticulació familiar.
Els plantejaments socials i organitzatius de Frédéric Le Pay foren vistos amb molt d'interès per Napoleó III que li va confiar l'organització de les Exposicions Universals de 1855 i de 1867 L'emperador el va nomenar, en 1856, conseller d'Estat, senador de l'Imperi i membre de la Legió d'Honor. A més d'aquests càrrecs, va ser assessor personal del mateix emperador, participant activament en la política del Segon Imperi francès. Des del Consell d'Estat, que tenia funcions d'assessorament i legislatives, emprengué diverses investigacions sobre temes com ara les relacions industrials o les condicions de vida dels treballadors. Elaborà una proposta de reforma social que feu a mans de Napoleó III sense cap conseqüència pràctica.

#### Els obrers europeusiLa reforma social de França
Durant la segona etapa de la seva vida són els anys redactarà i publicarà les seves dues grans aportacions: Les ouvriers européens, el 1855, i La réforme sociale, de 1864.
Els treballadors europeus es una obra conformada en tres parts. S'obra amb una introducció en forma d'exposició del seu mètode d'observació, a la que segueix un recull que dibuixa un mapa amb exemples de trenta-sis monografies de famílies obreres europees. El llibre es clou amb un apèndix que resumeix principals conclusions de l'autor. Les ouvriers européens. Etudes sur la travaux, la vie domestique et la condition morale des populations ouvrieres de l'Europe, précédées d'un methode d'observation, fou l'obra de maduresa en què Frédéric Le Play sintetitzava la seva metodologia. La mateixa publicació per part de la Impremta Imperial mostrava la consideració social que despertaven els seus treballs així com del mateix Napoleó III. L'obra tot intercalant macroanàlisis i microanàlisis sociològiques, és un estudi de camp de l'estructura social i de les relacions d'aquesta amb el medi. També examina l'ordre i la desorganització social sobre la base de la interacció de forces econòmiques i polítiques.
En la seva segona edició, Le Play, ja d'avançada edat va refondre i va augmentar el contingut de la primera edició. Les 36 monografies que comprenia l'edició de 1855 es veuen ampliades a 57 en la segona edició de 1877-1879. En aquesta segona edició va incorporar el discurs ideològic que havia anat construint entre les dues dates de les edicions de 1855 i de 1870.
Publicada al 1864, a La reforma social de França, el sociòleg francès exposa totes les seves teories i col·loca a la família en el centre de l'observació. És més, subordina els principis secundaris, entre els quals inclou la llibertat i la igualtat, al primer principi de la caritat (en el sentit llatí del terme). Posició singular dins el panorama intel·lectual de l'època. Finalment, cal assenyalar en aquest treball la visió descentralitzadora de Le Play, que milita per erigir un estat subsidiari de la iniciativa individual.

### Etapa de 1870-1882. Desencís de la política i nova via de reforma social
Enfonsat el Segon Imperi (1070), Frédéric Le Play refusarà formar part de l'Assemblea Nacional. Viu la constitució de la Comuna de París (1871) i la guerra civil. Desencantat de què l'Estat i les institucions polítiques fossin capaces de portar a terme la urgent reforma social. Tot reafirmant-se en la idea que l'única via de reforma social serà la difusió dels seus estudis i investigacions.
Le Pay creu que cal cercar i formar persones que tinguin una visió des d'un pla superior i estigui per sobre de la lluita de partits. Cal formar i constituir una nova classe de líders capaços d'impulsar la reforma social. Amb aquest objectiu el sociòleg i enginyer fundà les Unions de la Paix Sociale per impulsar el moviment reformador. La missió d'aquestes Unions de la Pau Social serà principalment la de formar unes noves elits així com propagar els estudis socials i despertar afició a ells.Aquesta xarxa d'entitats aconsegueixen que Le Play es vegi envoltat de persones que s'adhereixen al seu mètode i la seva doctrina. Aquestes unions varen acabar influint de forma notable en la societat francesa. El 1885 contaven en 3.253 membres. També fundà la revista La Réforme Sociale que cuidarà de difondre i divulgar les propostes reformistes. Publicació que coordinarà Edmod Demolins.
Fréderic Le Pay morí 5 d'abril de 1882. Fou enterrat a Ligoure, prop de Llemotges, on havia adquirit una propietat amb l'objectiu de posar en pràctiques les seves propostes.
Durant la seva vida rebé nombroses distincions en reconeixement de les seves aportacions. A més de ser Gran Oficial de la Legió d'Honor francesa, li havia estat concedides la gran creu de les ordes de Sant Estanislau de Rússia, de Francesc Josep d'Àustria, de l'Àguila Roja de Prússia, de Vasa de Suècia, de la Concepció de Portugal, del Mèrit de Hessen, de Frederic de Württemberg, de Nichan Iftikhar de Tunísia, de la Rosa del Brasil, del Medjidie de Turquia, de Sant Miquel de Baviera, de Leopold de Bèlgica, de Guadalupe de Mèxic i de Enric el Lleó de Brunswick, També formà part de les ordes del Dannebrog de Dinamarca, d'Albert de Saxònia i de Sant Gregori Magne de la Santa Seu,

## Selecció d'obres
- Les ouvriers européens. Etudes sur la travaux, la vie domestique et la condition morale des populations ouvrieres de l'Europe, précédées d'un methode d'observation. París, Impr. Impériale, 1855.
- La Réforme sociale en France déduite de l’observation comparée des peuples européens,. París: Henri Plon, 1864.
- L'Organisation de la famille, 1871.
- La Constitution de l'Angleterre, 1875 (en col·laboració amb M. Delaire)
- Les ouvriers européens. Tours,: Mami et Fils, 1877-1879, 6 vols. (Segona edició ampliada)